# 斯威舍县 (德克萨斯州)
斯威舍縣（英語：Swisher County）位美國德克薩斯州北部的一個縣。面積2,333平方公里。根据美國2000年人口普查，共有人口8,378人。縣治土利亞（Tulia）。
成立於1876年8月21日，縣政府成立於1890年7月17日。縣名紀念《德克薩斯獨立宣言》的簽署人詹姆斯·吉普森·斯威舍。